# Krapina

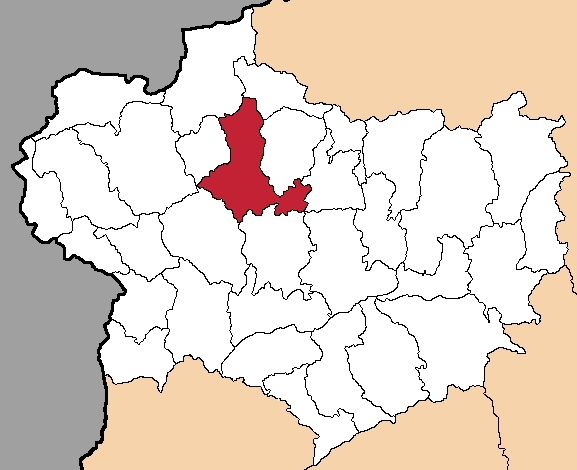
Lage der Stadt Krapina in der Gespanschaft Krapina-Zagorje

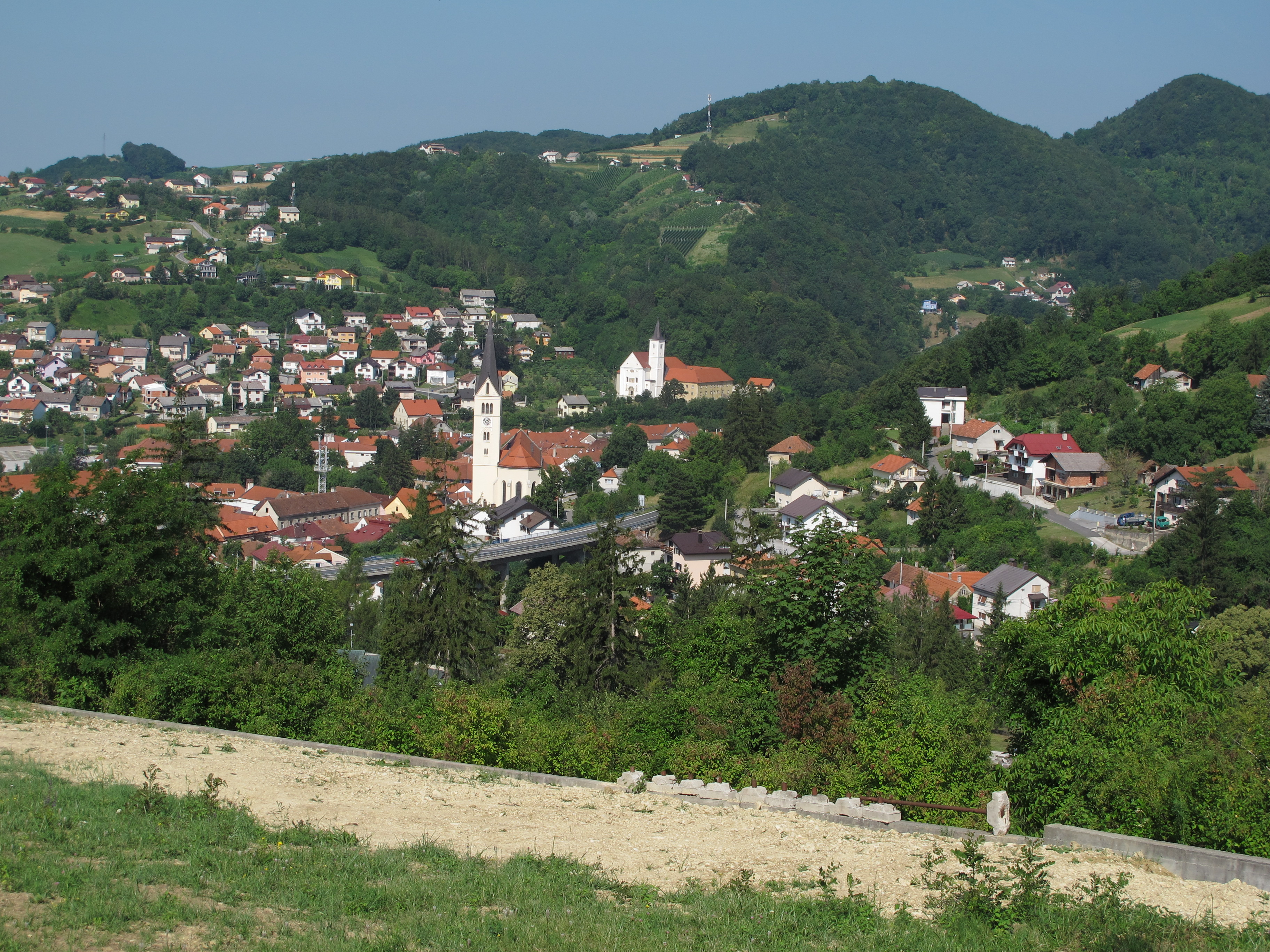
Ansicht der Stadt Krapina

Krapina (deutsch historisch: Grabing) ist eine Stadt im Norden Kroatiens und bildet den Verwaltungssitz der Gespanschaft Krapina-Zagorje. Sie ist in archäologischen Fachkreisen weithin bekannt wegen zahlreicher Neandertaler-Funde.

## Lage
Krapina befindet sich in der hügeligen historischen Region Hrvatsko Zagorje und liegt etwa 55 km sowohl von Zagreb als auch von Varaždin entfernt. In der Stadt leben 4.471 und insgesamt in der Gemeinde 12.480 (Stand 2011) Einwohner.

## Geschichte

### Vorgeschichte
Krapina wurde bereits in der Zeit der Neandertaler vor etwa 130.000 Jahren besiedelt. Im Jahr 1899 begann der Geologe und Paläontologe Dragutin Gorjanović-Kramberger in einem Abri am nahe der Stadt gelegenen Hügel Hušnjak insgesamt knapp 900 stark zersplitterte Knochen von mindestens 23 frühen Neandertalern auszugraben (→ Fundplatz Krapina). Ferner wurden mehrere hundert Steinwerkzeuge und fossile Tierknochen gefunden. Es wird vermutet, dass es sich hierbei um einen Begräbnisplatz handelte. Die These, hier sei ritueller Kannibalismus betrieben worden, gilt inzwischen als widerlegt. Im Jahr 2010 wurde das Neandertalermuseum in Krapina eröffnet.

### Mittelalter
Die Stadt Krapina wurde erstmals im Jahr 1193 in einer Urkunde des Bischoffs Kalan von Pécs erwähnt. Im Jahr 1222 war die Stadt wahrscheinlich Sitz einer Stammespfarrei und im Jahr 1347 erhielt Krapina vom König Ludwig I. von Anjou das Marktrecht und das Recht der Selbstverwaltung. 
Nach dem Tod von König Ludwig wechselte Krapina mehrmals den Besitzer und im Jahr 1399 übergab König Sigismund von Luxemburg die Stadt an den Grafen Hermann II. von Cilli, der dem Markt im Jahr 1418 das Privileg verlieh, einen jährlichen Jahrmarkt abzuhalten. Nach dem Tod des Grafen wurde Krapina im Jahr 1457 von seiner Frau Katharina Brankovič zusammen mit Zagorje an Jan Vitovec veräußert.
Der erste Eroberungsversuch der Gegend und der Stadt im Jahr 1473 durch die Osmanen zwang die Bevölkerung zu einem Bau von mehreren Wallanlagen zur Verteidigung. Dies wurde vom ungarisch-kroatischen König Matthias Corvinus während seiner Regierungszeit unterstützt.
Nach Matthias Tod ging der Besitz an seinen Sohn Johann Corvinus über und kurze Zeit später im Jahr 1504 an dessen Frau und Witwe Beatrice de Frangepan. Ihr zweiter Ehemann, Georg von Brandenburg, verkaufte die Hälfte des Krapina-Anwesens an den kroatischen Ban Petar Keglević von Bužim und die andere Hälfte ging bald in den Besitz von Luka Székely, einem Abkömmling der Adelsfamilie Székely von Kövend, über.
Am Ende des 16. Jahrhunderts wurde Krapina ein Zankapfel wegen Machtansprüchen zwischen den Adelsfamilien Keglević, Székely und Drašković. Dieser Konflikt wurde im Jahr 1647 mit Übergabe der Stadt an die Familie Keglević beendet. Die alten Privilegien wurden wieder gewährt und dennoch versuchten die Gutsherren Druck auf die Bürger auszuüben und ihre Autonomie einzuschränken, was häufig zu Konflikten zwischen Bürgern und Adel führte. Erst durch eine Urkunde vom 16. Dezember 1628 regelte Graf Nikolaus Esterházy die Beziehungen zwischen der Marktstadt und den Herrenhäusern Erdődy und Keglević. Von da an entwickelte sich Krapina zu einem starken Handwerks- und Handelszentrum in der Region. Auf Einladung der Stadtverwaltung gründeten die Franziskaner im Jahr 1641 in der Stadt ein Kloster und im Jahr 1665 nahm die erste Schule ihren Betrieb auf.
Im Jahr 1775 wurde Krapina bei einem Erdbeben schwer beschädigt. 

### Neuzeit
Ab Mitte des 18. Jahrhunderts wurde durch eine parlamentarische Kommission das erste Gemeindestatut entworfen und im Jahr 1772 wurde ein neues Stadtstatut verabschiedet, das dem Komitat Warasdin die Macht über die Stadtverwaltung übertrug und die Rechte der Bürger erheblich einschränkte. Im Jahr 1841 wurde ein Amateurtheater in Betrieb genommen und 1845 wurde ein Lesesaal für die Allgemeinheit eröffnet.
Nach dem Ersten Weltkrieg kam die Stadt zum neu gegründeten Staat der Slowenen, Kroaten und Serben, kurz darauf zum Königreich Jugoslawien. Ab 1929 folgten Umstrukturierungen in der neuen Verwaltung im Königreich und die alten Komitate wurde aufgelöst.

## Politik

### Kommunalwahlen
Bei der Kommunalwahl vom 16. Mai 2021 waren 10.244 Bürgerinnen und Bürger in der Stadt Krapina wahlberechtigt und aufgefordert den neuen Gemeinderat sowie den neuen Bürgermeister zu wählen, wovon 5.499 Menschen ihr Wahlrecht nutzten. Dabei gab es insgesamt 5.334 (97,00 %) gültige und 165 (3,00 %) ungültige Stimmen. Bei einer Wahlbeteiligung von 53,68 % kam es zu folgendem Ergebnis:
| Parteien und Wählergemeinschaften     | Parteien und Wählergemeinschaften | % 2021  | Stimmen 2021 | Sitze 2021 |
| HDZ / ZDS / HSS – DHSS / A – HSS / SU | Hrvatska demokratska zajednica / Zagorska demokratska stranka / Demokratski HSS / Autohtona – Hrvatska seljačka stranka / Stranka umirovljenika – Zoran Gregurović | 54,48   | 2.906        | 10         |
| SDP                                   | Socijaldemokratska partija Hrvatske / Hrvatska stranka umirovljenika – Irena Šafranko                                                                              | 21,40   | 1.142        | 3          |
| GLAS /                                | Građansko-liberalni savez / Hrvatski laburisti – Stranka rada – Adalbert Turner                                                                                    | 10,62   | 567          | 1          |
| ZS                                    | Zagorska stranka – Ivan Bajcer | 5,58    | 298          | 1          |
| HNS                                   | Hrvatska narodna stranka – Liberalni demokrati – Nenad Sikirica | 4,36    | 233          | 0          |
| DP                                    | Domovinski pokret – Dražen Strabić | 3,52    | 188          | 0          |
| Gesamt                                | Gesamt | 100     | 5.499        | 15         |
| Wahlbeteiligung                       | Wahlbeteiligung | 53,68 % | 53,68 %      | 53,68 %    |

### Bürgermeister
Bei der Wahl des Bürgermeisters im Mai 2021 waren die Einwohner in der Stadt Krapina aufgerufen, ein neues Oberhaupt zu wählen. Zoran Gregurović wurde für seine dritte Amtszeit mit 3.280 Stimmen (59,56 %) bestätigt.

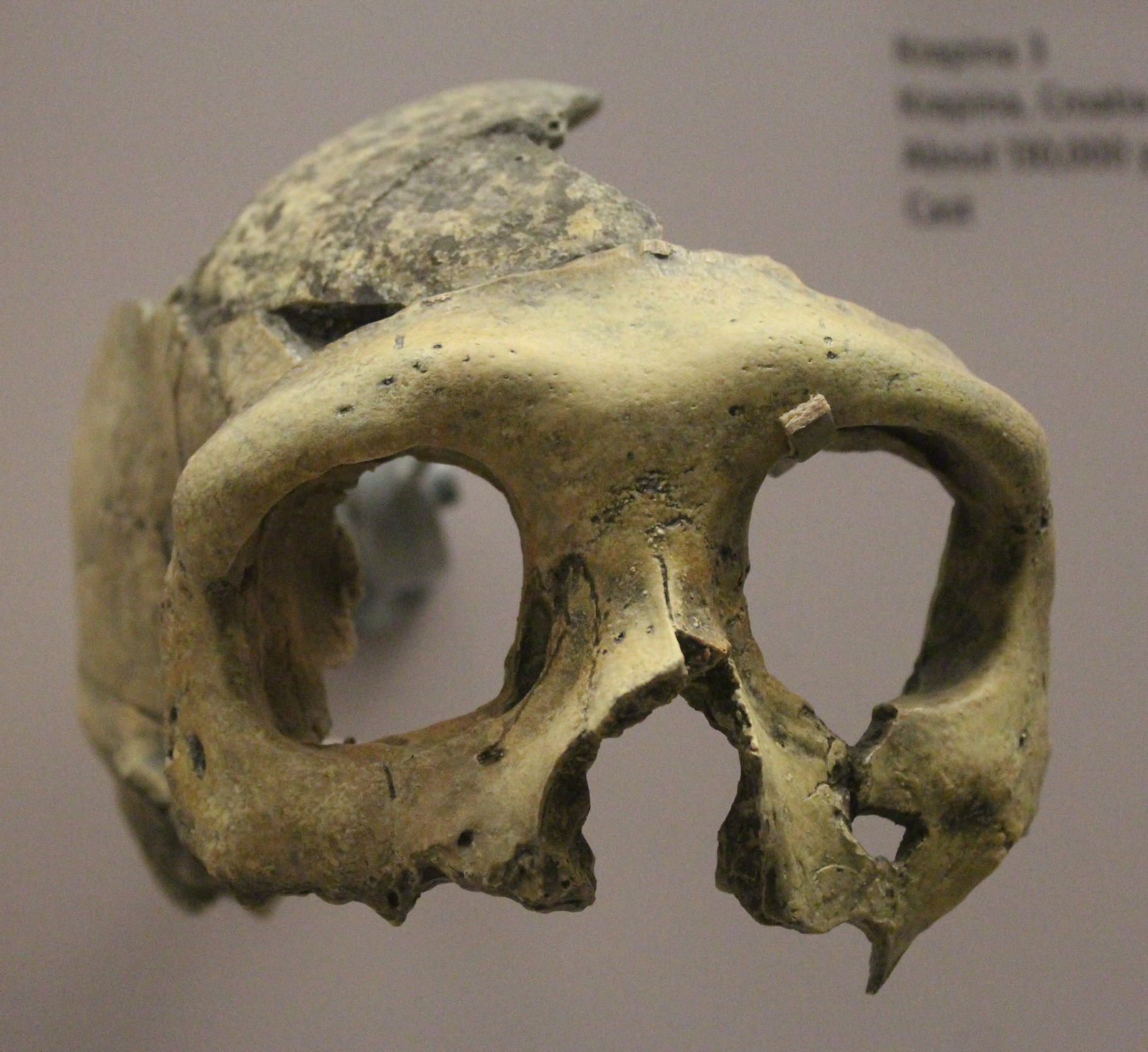
Schädel eines Neandertalers

## Bevölkerung
| Bevölkerungsentwicklung | Bevölkerungsentwicklung | Bevölkerungsentwicklung | Bevölkerungsentwicklung | Bevölkerungsentwicklung | Bevölkerungsentwicklung | Bevölkerungsentwicklung | Bevölkerungsentwicklung | Bevölkerungsentwicklung | Bevölkerungsentwicklung | Bevölkerungsentwicklung | Bevölkerungsentwicklung | Bevölkerungsentwicklung | Bevölkerungsentwicklung | Bevölkerungsentwicklung | Bevölkerungsentwicklung | Bevölkerungsentwicklung |
| ----------------------- | ----------------------- | ----------------------- | ----------------------- | ----------------------- | ----------------------- | ----------------------- | ----------------------- | ----------------------- | ----------------------- | ----------------------- | ----------------------- | ----------------------- | ----------------------- | ----------------------- | ----------------------- | ----------------------- |
| 1857                    | 1869                    | 1880                    | 1890                    | 1900                    | 1910                    | 1921                    | 1931                    | 1948                    | 1953                    | 1961                    | 1971                    | 1981                    | 1991                    | 2001                    | 2011                    | 2021                    |
| 5475                    | 6060                    | 6435                    | 7007                    | 7538                    | 8141                    | 7884                    | 8224                    | 9222                    | 9473                    | 10384                   | 11533                   | 12540                   | 12938                   | 12950                   | 12480                   | 11379                   |

## Sehenswürdigkeiten
- Die Gebäude des ehemaligen Wohn- und Geschäftskomplexes der Familie Keglević und später der Familie Ottenfels wurde ab der Mitte des 18. Jahrhunderts errichtet. Die Anlage umfasst insgesamt drei Gebäude, den ehemaligen Keglavić-Palast, ein Nebengebäude sowie ein Verwaltungsgebäude. Der Komplex befindet sich unterhalb der mittelalterlichen Burg, die im Besitz derselben Familie war.[8]
- Das Geburtshaus von Ljudevit Gaj in Krapina ist ein typisches Beispiel eines bürgerlichen Wohnhauses aus dem späten 18. Jahrhundert. Das Gebäude ist einstöckig mit Keller, das in einer Schlusssteinbauweise errichtet wurde. Das Untergeschoss und teilweise das Erdgeschoss sind mit einem Tonnengewölbe mit Nebengewölben, einem böhmischen Gewölbe und einem preußischen Gewölbe mit Querbalken ausgestattet, während die übrigen Räume im Erdgeschoss eine flache Decke haben. Die Fassaden sind schlicht gestaltet, glatt verputzt, mit einem zentralen Flachrisalit an der Straßenfassade sowie einem Sockel, markanten Fensterbänken und einer Halle als horizontale Gliederungselemente. Seit 1966 befindet sich hier das Ljudevit Gaj Museum.[9]
- Die Erstellung des Franziskanerklosters mit Innenhof und mit einer Kirche der heiligen Katharina im Stil des Barock wurde im Jahr 1644 begonnen. Das Kirchengebäude ist ein einschiffiger Bau mit einer seitlichen polygonalen Kapelle und einem seitlich angeordneten Glockenturm. An der Hauptfassade befindet sich ein Spätrenaissance-Portal mit dem Wappen des Stifters, einer Sonnenuhr, Wandmalereien und Statuen, die sich in verschiedenen Nischen befinden. Der Altarraum und die Sakristei wurden im Jahr 1738 errichtet. Aus dem Inventar der Kirche sticht der Hauptaltar der heiligen Katharina hervor. Das Kloster beherbergt eine Sammlung sakraler Kunst und eine im Jahr 1650 gegründete Bibliothek, die reich an seltenen Büchern ist, von denen drei Inkunabeln die bedeutendsten sind.[10]

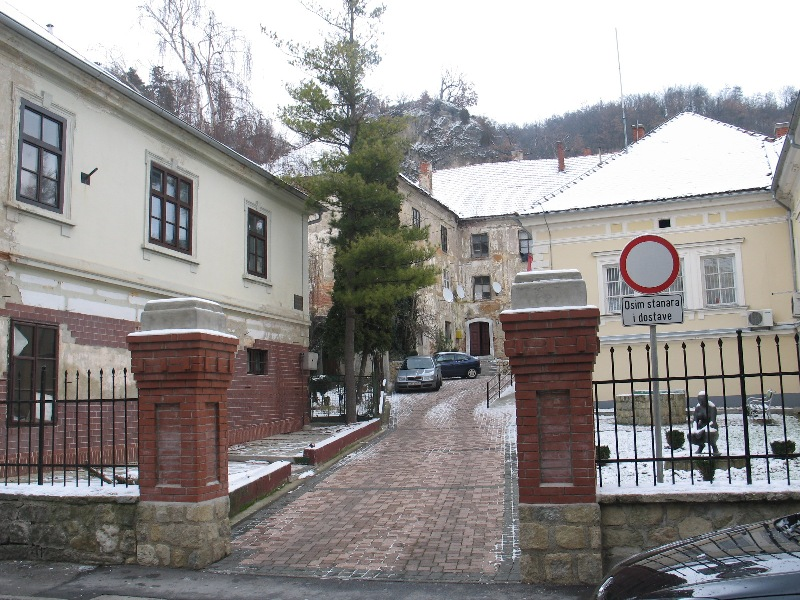
Wohn- und Geschäftskomplex der Familie Keglević
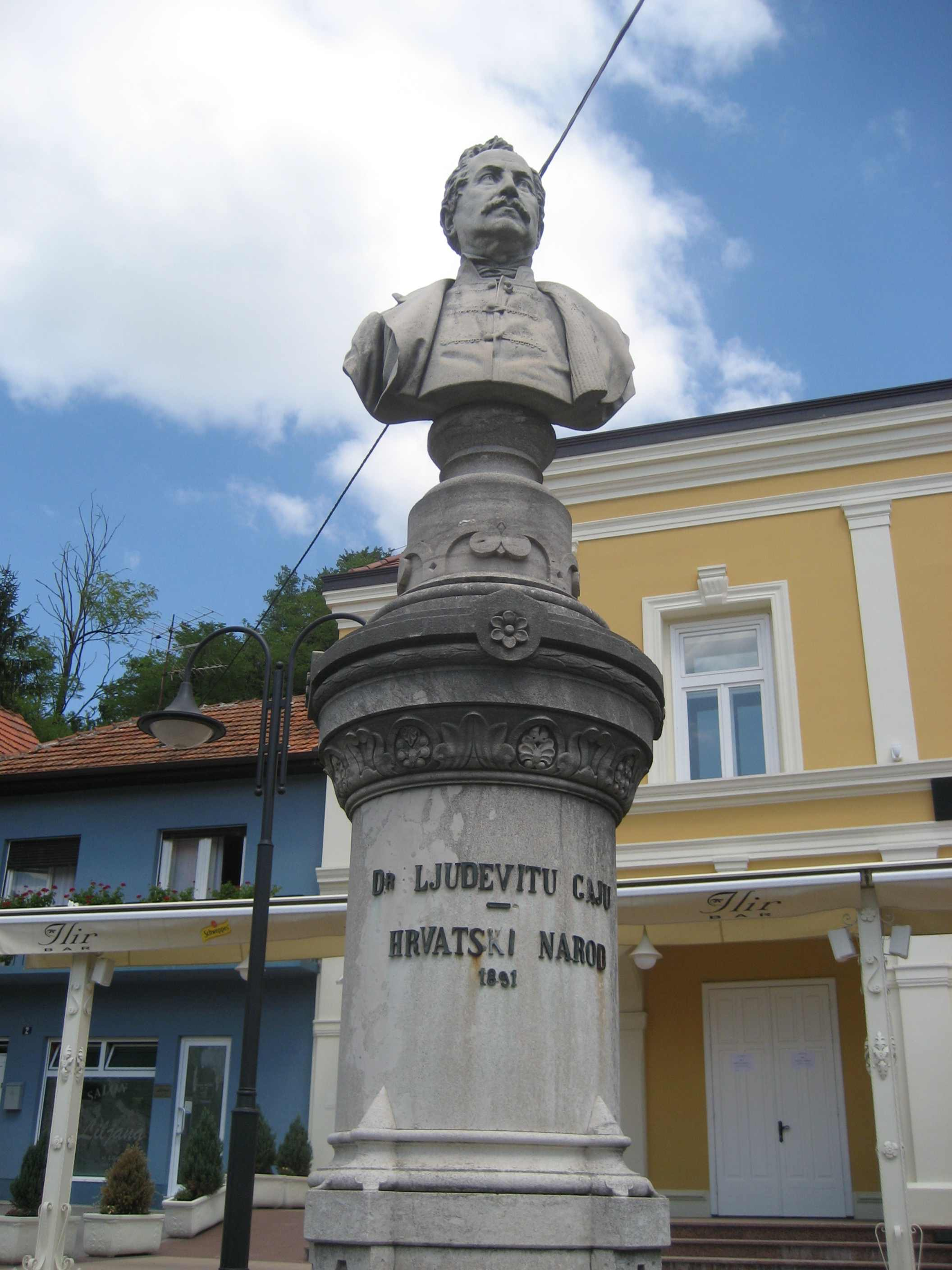
Statue von Ljudevit Gaj
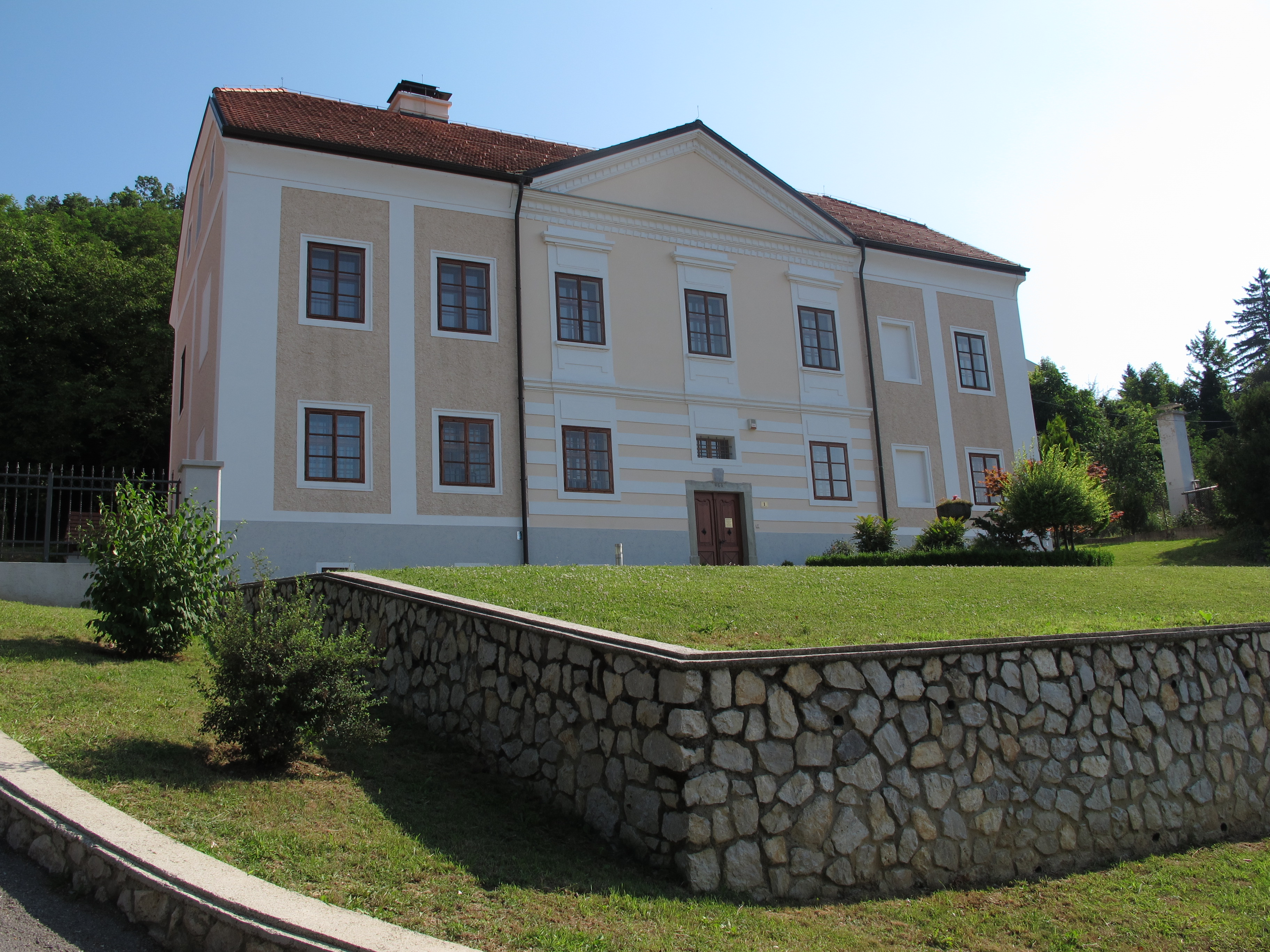
Gemeindehaus
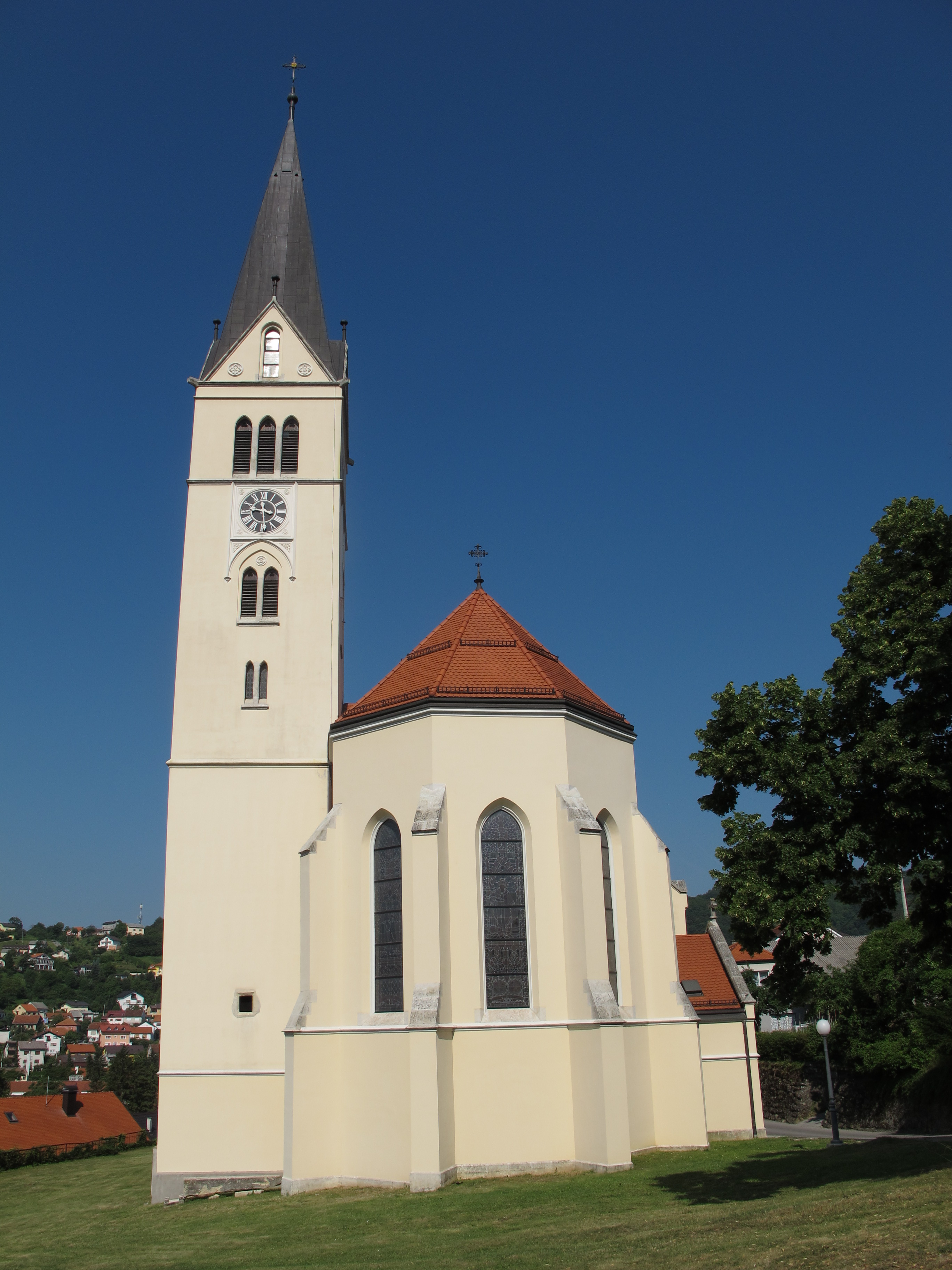
Kirche des heiligen Nikolaus
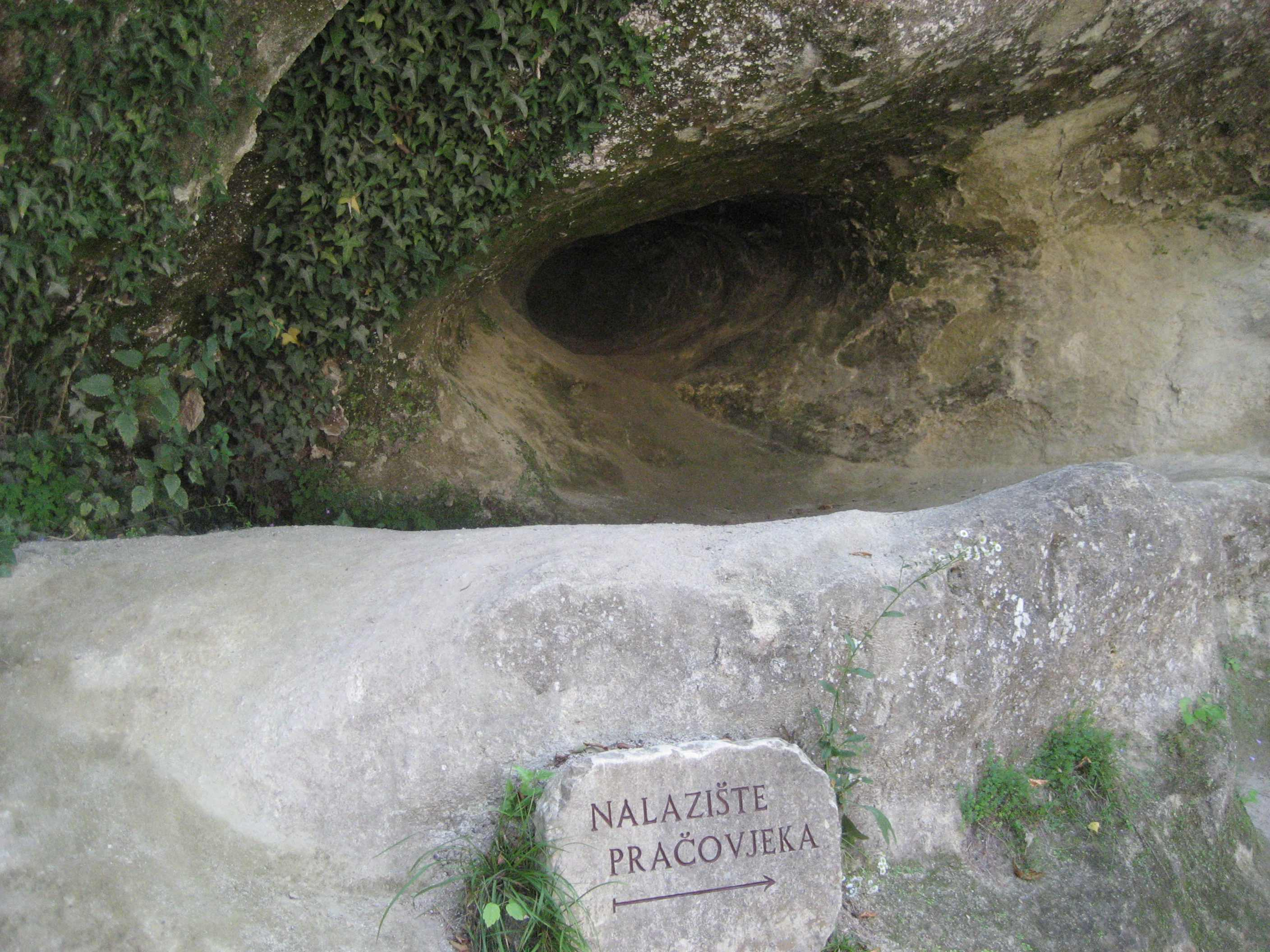
Höhleneingang und Fundort der Neandertaler
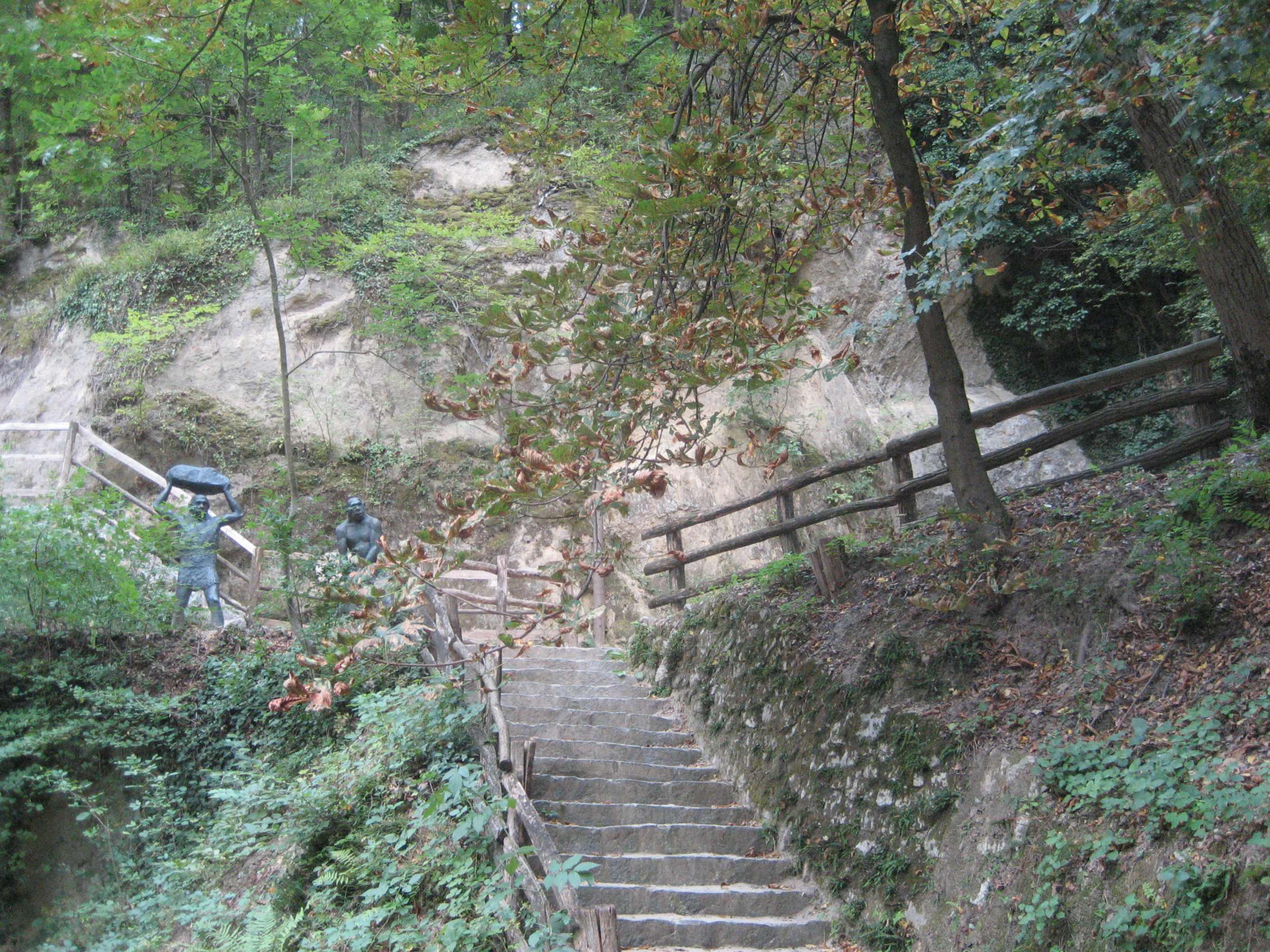
Neandertaler Museum Krapina
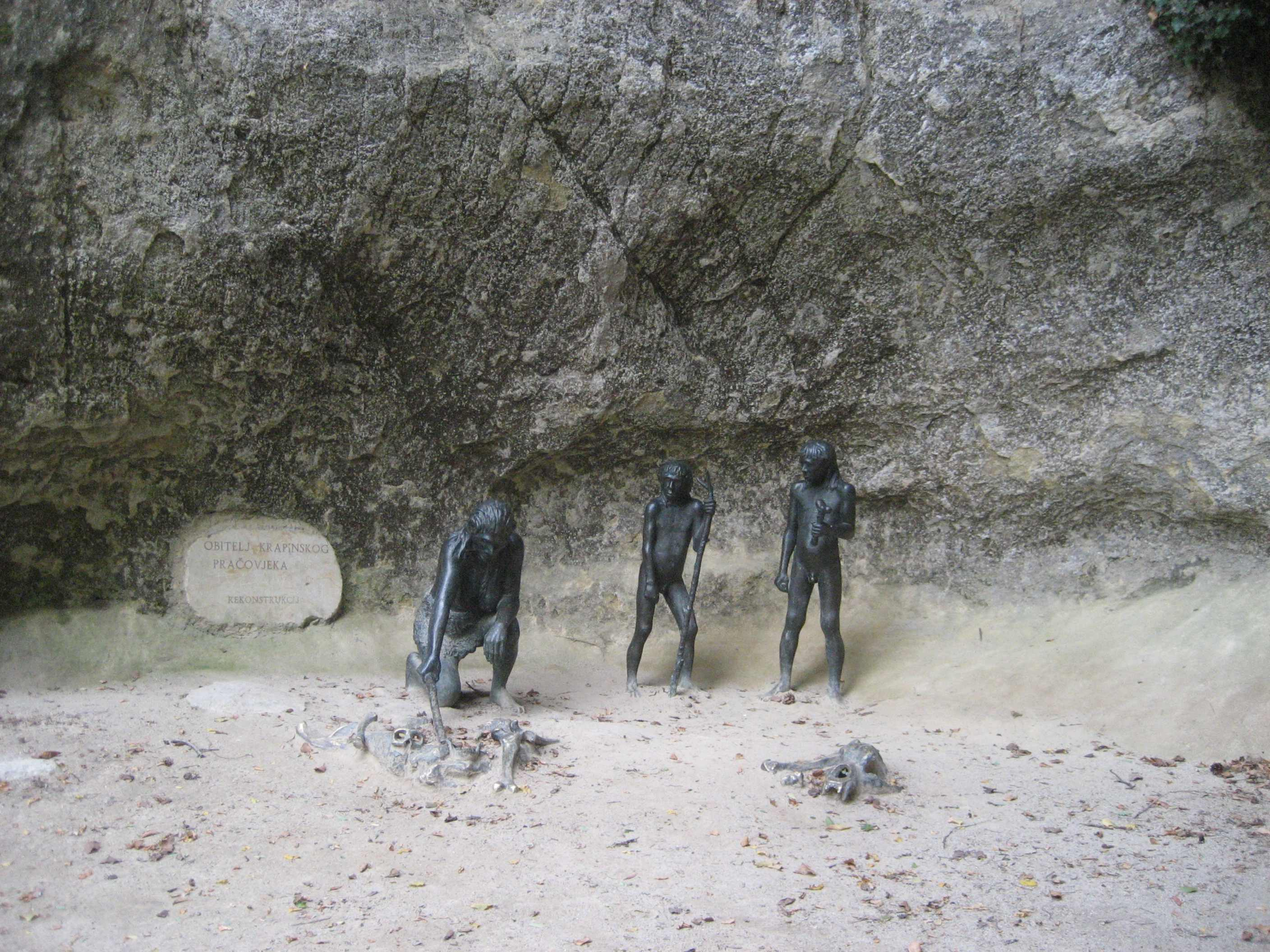
Neandertaler Museum Krapina
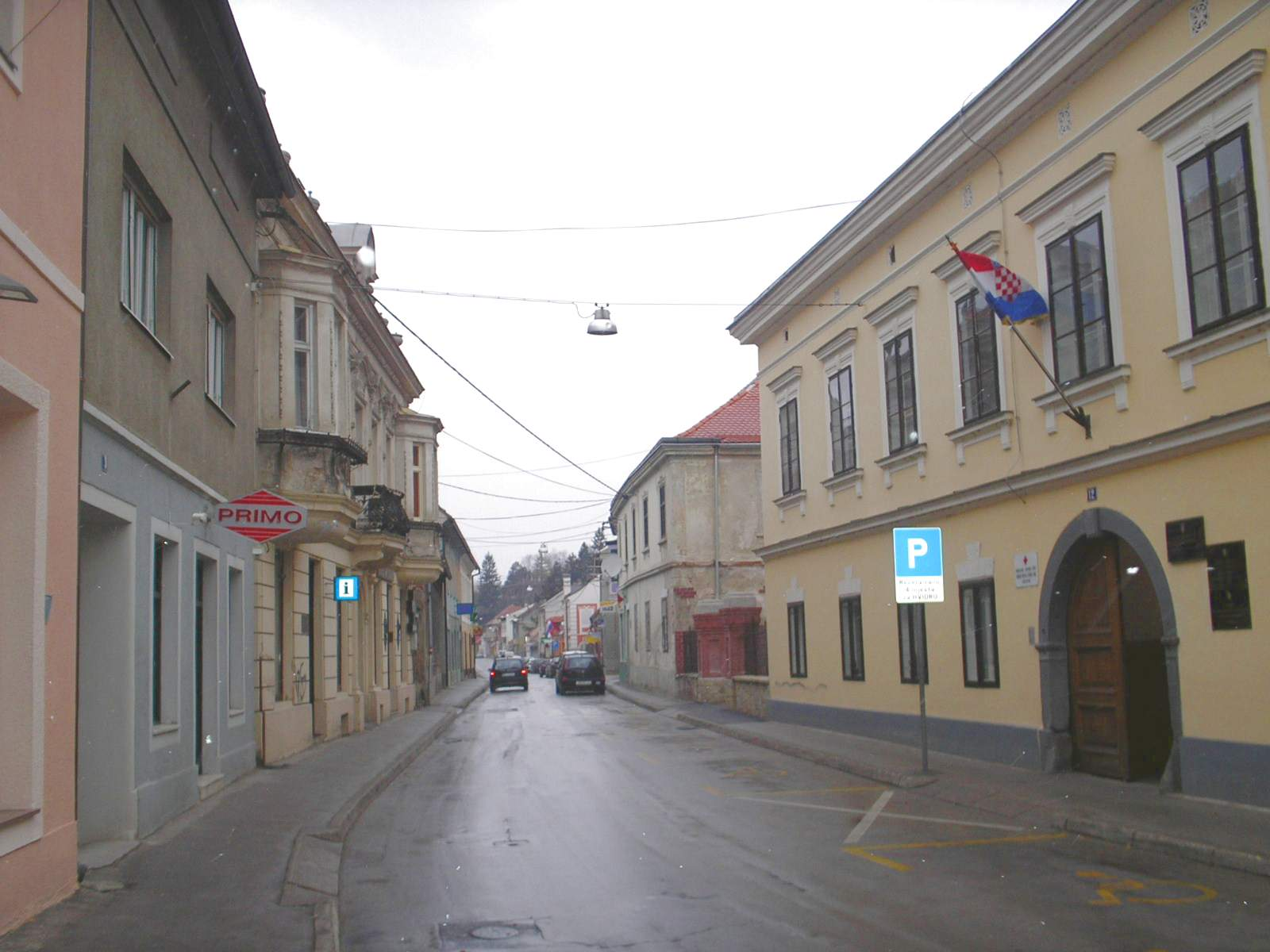
Innenstadt
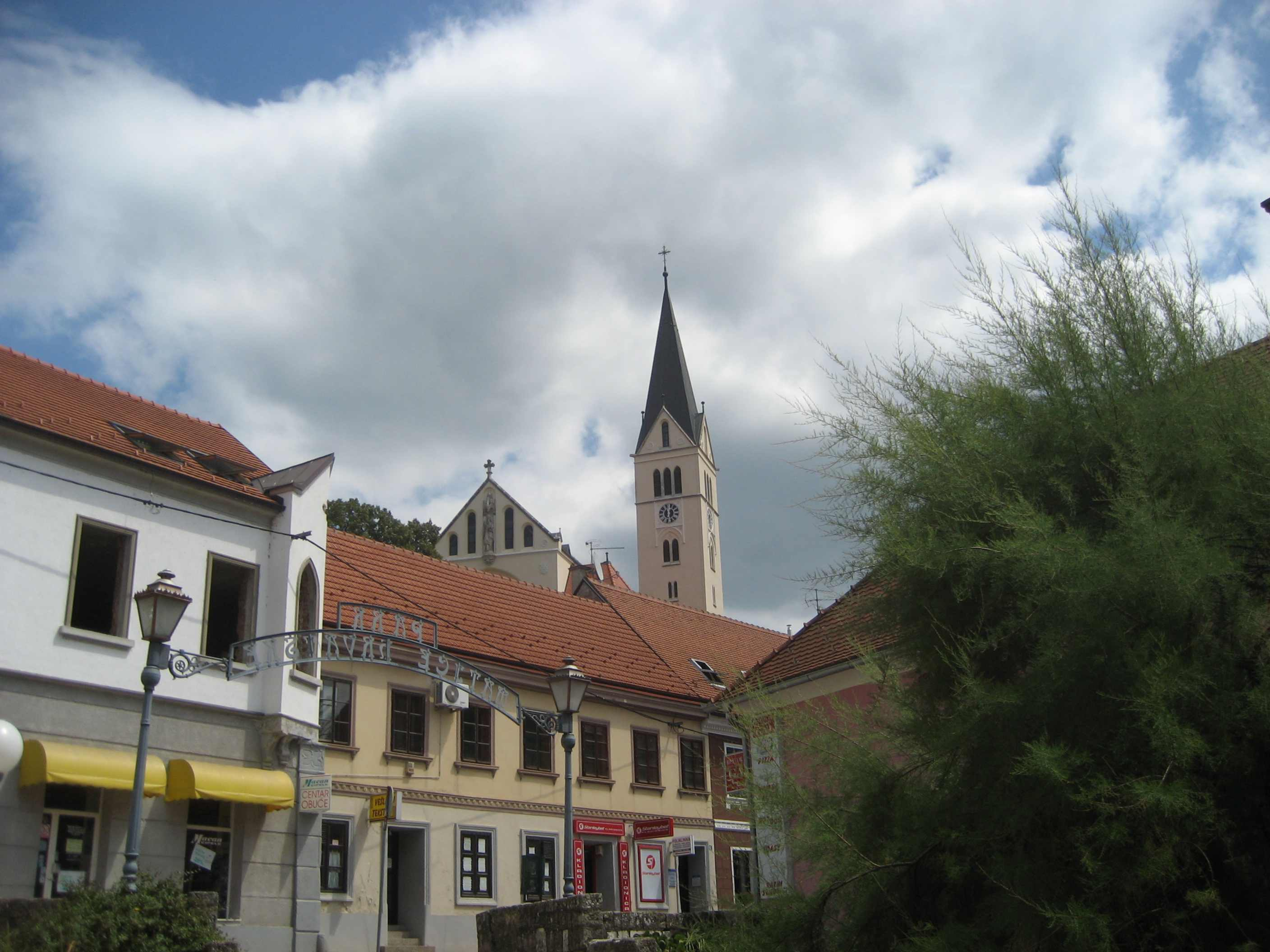
Stadtansicht von Krapina
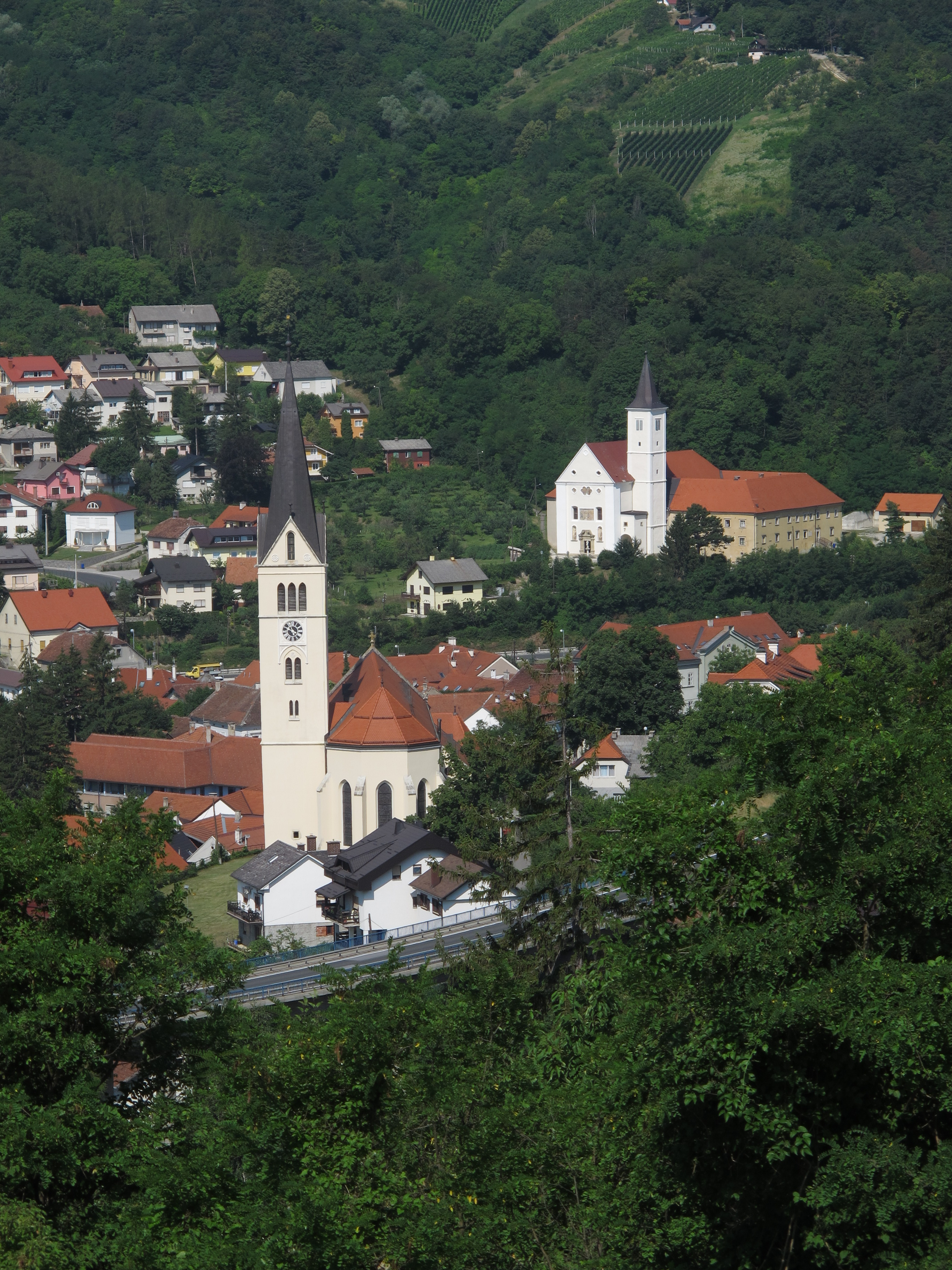
Krapina

- Das Gebäude des Magistrats mit der repräsentativsten Fassade im Zentrum der Stadt Krapina hatte ursprünglich einen geschlossenen rechteckigen Grundriss, an den zu Beginn des 19. Jahrhunderts auf der Straßenseite ein Arkadengang und auf der Hofseite ein kurzer Südflügel angebaut wurde. Sein heutiges Aussehen mit neobarocken Stilmerkmalen erhielt es durch die Renovierung eines alten Gebäudes, das beim Erdbeben von 1775 zerstört wurde. Spätere Umbauten und Renovierungsarbeiten wurden immer wieder in kleinerem Umfang durchgeführt.[11]
- Die Grundschule „Ljudevita Gaj“ befindet sich im Zentrum der Stadt. Das Gebäude wurde im Jugendstil erbaut und die Fassade mit zwei Haupteingängen wird durch eine Bauskulptur und einen rhythmischen Fensterwechsel dekorativ hervorgehoben. Beide Eingänge verfügen über halbrunde Stürze und dienten früher als getrennte Eingänge für Jungen und Mädchen. Die Fassade des gesamten Gebäudes ist durch einen rhythmischen Wechsel von rechteckigen Doppel- und Dreiflügelfenstern mit Oberlichtern sowie dekorativen Rundmedaillons im Bereich unterhalb des Dachgesimses an der Hauptfassade errichtet.[12]
- Das Gemeindehaus wurde in der zweiten Hälfte des 18. Jahrhunderts erbaut, auf einem Hügel neben der Pfarrkirche des heiligen Nikolaus. Das Bauwerk ist ein zweistöckiges, unterkellertes Haus aus Ziegeln und Steinen mit rechteckigem Grundriss und einer regelmäßig geteilten, nach Süden ausgerichteten Hauptfassade. In der Mittelachse befindet sich in einem flachen Risalit ein Portal, das von einem Dreiecksgiebel gekrönt wird. Auf beiden Seiten des Mittelkorridors liegen Räume, die durch eine kurze Treppe mit dem Eingang verbunden sind, während die Treppe an der Rückwand in den ersten Stock führt. Der größte Raum in dem Gebäude ist mit einem mit Fresken bemalten Troggewölbe überwölbt, während die meisten anderen Räume mit böhmischen Kappen gewölbt sind.[13]
- Die Kirche unserer Mutter Gottes von Jerusalem befindet sich auf dem Hügel Trški Vrh oberhalb der Stadt. Sie wurde im Zeitraum zwischen 1750 und 1752 nach dem Projekt von Josip Javornik erbaut. Das Kirchengebäude wurde vierschiffig errichtet und vom Baumeister Dientzenhofer entworfen. Das Gebäude besteht aus einem tiefen Altarraum, einem flachen Raum mit Seitenkapellen und einem schmalen Chor. Die konvex-konkave Fassade ist vertikal durch Pilaster und horizontal durch Gesimse gegliedert.[14]

## Kultur
In der Stadt findet alljährlich im September das Festival der kajkavischen Kultur und Lieder (Tjedan kajkavske kulture i popevke) statt, bei dem die Aufführungen im lokalen kajkavischen Dialekt gesungen und die traditionellen Gebräuche des kroatischen Zagorje vorgeführt werden.
Nahe der Stadt befindet sich das traditionsreiche Thermalbad Krapinske Toplice.

## Söhne und Töchter der Stadt
- Ljudevit Gaj (1809–1879), Begründer der modernen kroatischen Schriftsprache
- Mirko Grmek (1924–2000), Medizinhistoriker
- Darko Horvat (* 1973), Fußballtorhüter